# Mustafa Yumlu
Mustafa Yumlu (* 25. September 1987 in Trabzon) ist ein türkischer Fußballspieler.

## Karriere

### Verein
Yumlu durchlief die Nachwuchsabteilungen der Vereine Trabzon Aydınlıspor, Trabzonspor, Trabzon İdmanocağı und startete anschließend zum Sommer 2006 seine Profikarriere bei Arsinspor. Nachdem er die Spielzeit 2006/07 als Leihspieler bei Trabzon Karadenizspor verbracht hatte, wechselte er zur neuen Saison zu Trabzonspor. Hier wurde er die ersten beiden Spielzeiten erneut an 1461 Trabzon verliehen und kehrte im Sommer 2010 zu Trabzonspor zurück, wo er sich seither als Abwehrspieler etablierte.
Nachdem Trabzonspor für die Saison 2014/15 Vahid Halilhodžić als neuen Cheftrainer verpflichtet hatte, verlor Yumlu, teilweise auch verletzungsbedingt, unter dem neuen Cheftrainer seinen Stammplatz. Ende Oktober 2014 wurde er von der Vereinsführung zusammen mit seinem Teamkollegen Zeki Yavru fristlos aus dem Mannschaftskader suspendiert. Für die Rückrunde der Saison 2014/15 wurde Yumlu an den Ligarivalen Eskişehirspor ausgeliehen.
In der Winterpause 2016/17 wurde er von dem Ligarivalen Akhisar Belediyespor verpflichtet. Aufgrund von Verletzungen konnte Yumlu in drei Spielzeiten insgesamt 53 mal für den Verein in der Süper Lig auflaufen (acht Tore).
Zur Saison 2019/20 blieb er in der Ägäis-Region und wechselte innerhalb der Liga zu Denizlispor. Hier unterschrieb er für ein Jahr.

### Nationalmannschaft
2011 wurde Yumlu in den Kader der zweiten Auswahl der türkischen Nationalmannschaft berufen und gab im Rahmen eines Freundschaftsspiels gegen Belarus sein Länderspieldebüt.